# Monfort
Monfort este o comună în departamentul Gers din sudul Franței. În 2009 avea o populație de 479 de locuitori.

## Evoluția populației
| An        | 1975 | 1982 | 1990 | 1999 | 2006 | 2009 |
| --------- | ---- | ---- | ---- | ---- | ---- | ---- |
| Populație | 495  | 454  | 416  | 424  | 460  | 479  |